# Цихоцький В'ячеслав Іванович
В'ячеслав Іванович Цихоцький (28 червня 1857 — 1907, Тіфліс) — київський поліцмейстер (1898—1906). Генерал-майор (1906).

## Життєпис
Народився 28 червня 1857 року православний, на 1.11.1906 одружений, 4 дітей. Підпрапорщик гвардії (старшинство в чині з 22.05.1877), поручик (01.01.1885), штабскапітан (30.08.1886). в період з 1886 по 1893 (ймовірно, в 1890 році) перейменований зі штабскапітанів гвардії в капітани, підполковник (26.02.1893), полковник (02.04.1898 — дані різняться в різних списках — в 1904 році 05.04.1898).
Учасник Російсько-турецької війни 1877—1878 рр., поранений.
Командував ротою, Дільничний пристав (19.12.1890 — 10.01.1898), Київський поліцмейстер (10.01.1898 — 21.01.1906), зарахований за армійською піхотою з 21.01.1906, Тифліський поліцмейстер (1906—1907).
Перебуваючи на посаді Київського поліцмейстера відзначився грандіозним корупційним скандалом, коли після губернаторської перевірки виявилося, що поліцмейстер щедро використовував казенні кошти в особистих цілях. Також він не соромився знімати мзду з євреїв за видачу дозволів на проживання в Києві. Був помічений і в необґрунтовано дорогих покупках.
У 1905 році разом з деякими підлеглими брав участь в єврейських погромах і розкраданні майна київських євреїв.
Незважаючи на все це, Цихоцький і далі успішно просувався по службі. У 1907 році йому присвоїли звання генерал-майора і перевели на службу в Тифліс.
У 1908 році застрелився в робочому кабінеті в Тифлісі.

## Автор праць
- Сборник обязательных постановлений и объявлений, изданных Временными Тифлисскими генерал-губернаторами для города Тифлиса и Тифлисского уезда, объявленных на военном положении с 14 декабря 1905 года / Сост. тифлис. полициймейстер полк. Цихоцкий. — Тифлис: тип. Канцелярии наместника е. и. в. на Кавказе, 1908. — 61 с. ; 16 см. — Без тит. л

## Нагороди та відзнаки
- Орден св. Анна IV ст.
- Орден св. Станіслав III ст. (1878)
- Орден св. Анни III ст.
- Орден св. Станіслава II ст. (1879)
- Подарунки з Кабінету Його Величності (1894 і 1895), (1896)
- Румунський залізний хрест (1879)
- Гессенський хрест Філіпа Великодушного II класу (1884),
- Бухарская Висхідна Зірка I ст. (1893)
- Чорногорський князя Данила I IV ст. (1894)
- Прусський Червоного Орла 2 ст.
- Румунський Корони командорський хрест (1895)
- Сербський Така III ст.
- Сіамський Корони II ст. із зіркою (1897)
- Австрійський Франца-Йосипа III ст.
- Грецький Спасителя III ст.
- Саксен-Кобург-Гота II ст. (1897)
- Бухарський Золота Зірка III ст. (1898),
- Зірки Румунії великий офіцерський хрест (1899)